# Huaca Aliaga
La huaca UNI-CISMID, también conocida como Huaca Aliaga, es un sitio arqueológico prehispánico ubicado en el distrito del Rímac, en la ciudad de Lima, capital del Perú. El conjunto arquitectónico consiste en dos elevaciones de estructuras de tapial que sirven de muros de contención y están edificadas sobre un promontorio rocoso de seis metros de alto. Sobre este destaca una explanada empedrada de canto rodado de posible época virreinal o republicana. El sitio tiene un área de catorce mil metros cuadrados ubicados dentro del campus de la Universidad Nacional de Ingeniería. 

## Denominación
Aunque desde 1985 este yacimiento arqueológico fue identificado con el nombre de Huaca Aliaga por el arqueólogo peruano Rogger Ravines, recientes investigaciones han demostrado que no se trataría de tal, por lo que se le ha denominado huaca UNI-CISMID al encontrarse en las proximidades del Centro Peruano Japonés de Investigaciones Sísmicas y Mitigación de Desastres (CISMID) de la Universidad Nacional de Ingeniería. No obstante, el Ministerio de Cultura sigue conociéndolo oficialmente como Huaca Aliaga.